# 6605 Carmontelle
6605 Carmontelle eller 1990 SM9 är en asteroid i huvudbältet som upptäcktes den 22 september 1990 av den belgiske astronomen Eric W. Elst vid La Silla-observatoriet. Den är uppkallad efter den franske målaren Louis de Carmontelle.
Asteroiden har en diameter på ungefär 7 kilometer och den tillhör asteroidgruppen Koronis.